# Estación Montiel
Montiel es una estación de ferrocarril ubicada en la localidad del Montiel del Departamento La Paz en la Provincia de Entre Ríos, República Argentina. 

## Servicios
Se encuentra precedida por la Estación Estacas y le sigue Estación San Víctor.